# 北会津町三本松
北会津町三本松（きたあいづまち さんぼんまつ）は、福島県会津若松市の大字である。郵便番号は969-6184。

## 地理
会津若松市北西部の北会津地区（旧北会津郡北会津村域）に属する。北で北会津町古舘、北会津町水季の里、北会津町下米塚、東で門田町大字飯寺、南で北会津町上米塚、西で北会津町東小松と隣接する。また、北会津地区東端部を南北に縦断する阿賀川左岸河川敷全域を範囲とするため、最北部で河沼郡会津坂下町束原、最南部で大沼郡会津美里町惣印甲、東側で神指地区、門田地区、西側で北会津地区の阿賀川沿いの各大字と隣接することとなる。概ね町村制施行以前の北会津郡飯寺村域のうち、1954年に門田村から川南村へ編入された区域の流れを汲む地域である。北会津地区南東部に位置し、一級水系阿賀川左岸流域の一角を範囲とする。中央部を国道401号が東西に横断する。域内全域にわたり農地が広がり、中央部の字上大川向周辺に集落が位置する。北会津地区の他大字と同様に民家がある区画のほとんどは「字」以降を付けず大字に直接番地が続く住所表記がなされる。 

### 河川・湖沼
一級水系阿賀野川水系
- 阿賀川（大川）
  - 二日町排水樋管
  - 上米塚排水樋管

### 主な字
字
- 上大川向
- 中大川向
- 下大川向

## 歴史
- 1879年1月27日 - 飯寺村が福島県内における郡区町村制の施行により北会津郡の村となる。
- 1889年4月1日 - 町村制の施行により飯寺村が周辺9村と合併し門田村が発足する。旧飯寺村域は川南村大字飯寺となる。
- 1954年4月1日 - 大字飯寺のうち字上大川向、中大川向、下大川向が川南村に編入され、川南村大字三本松となる。
- 1956年5月1日 - 川南村が荒舘村と合併して北会津村が発足し、北会津村の大字となる。
- 2004年11月1日 - 北会津村が会津若松市に編入され会津若松市の大字となるのに伴い北会津町三本松へと変更される。

## 世帯数と人口
2024年1月1日現在の世帯数と人口は以下の通りである。
| 大字           | 世帯数 | 人口  |
| -------------- | ------ | ----- |
| 北会津町三本松 | 65世帯 | 158人 |

## 小・中学校の学区
市立小・中学校に通う場合、学区は以下の通りとなる。
| 番地 | 小学校                 | 中学校                   |
| ---- | ---------------------- | ------------------------ |
| 全域 | 会津若松市立川南小学校 | 会津若松市立北会津中学校 |

## 交通

### 鉄道
JR東日本
- 只見線（河川区域のみ）
  - 阿賀川橋梁

### 道路
- 磐越自動車道（河川区域のみ）
  - 阿賀川橋
- 国道401号
  - 高田橋
- 福島県道59号会津若松三島線（河川区域のみ）
  - 蟹川橋
- 幹線二級市道24号
- 三級市道神3-114号（会津広域農道）（河川区域のみ）
  - 会津大橋

## 施設
- 三本松農村公園
- 真宮新町緑地
- 蟹川緑地
- 上飯寺船着場跡碑